# 大坂村
大坂村（おおさかむら、英語: Ōsaka Village）は、日本にかつて存在した村である。静岡県小笠郡に属した。

## 概要
1889年（明治22年）に静岡県城東郡の従前の大坂村の大部分に村制が施行され、大坂村が発足した。また、従前の大坂村の一部は三俣村に合併された。のちに城東郡が佐野郡と合併して小笠郡が新設され、大坂村も小笠郡に属することになった。太平洋戦争後の昭和の大合併にともない、1955年（昭和30年）に大坂村は小笠郡睦浜村と合併し、新制大坂村が設置された。翌年には小笠郡千浜村と合併し、大浜町が新設された。

## 地理

### 地勢
- 山：三井山

### 隣接していた自治体
- 静岡県
  - 小笠郡
    - 大須賀町
    - 城東村
    - 中村
    - 千浜村

## 歴史
1889年（明治22年）4月1日に町村制が施行されたことにともない、静岡県城東郡大坂村の大部分に村制が施行され、大坂村が発足した。一方、大坂村の一部は三俣村に合併され、村制が施行された。1896年（明治29年）4月1日、城東郡と佐野郡の統合により小笠郡に所属した。1955年（昭和30年）4月19日、小笠郡睦浜村と合併し、大坂村が新設された。1956年（昭和31年）8月1日、小笠郡千浜村と合併して大浜町となり、消滅した。

### 沿革
- 1889年 - 大坂村の大部分に村制が施行され大坂村を新設。
- 1896年 - 佐野郡、城東郡が合併して小笠郡を新設。
- 1955年 - 大坂村、睦浜村が合併して大坂村（新制）を新設。
- 1956年 - 千浜村、大坂村が合併して大浜町を新設。

## 神社仏閣

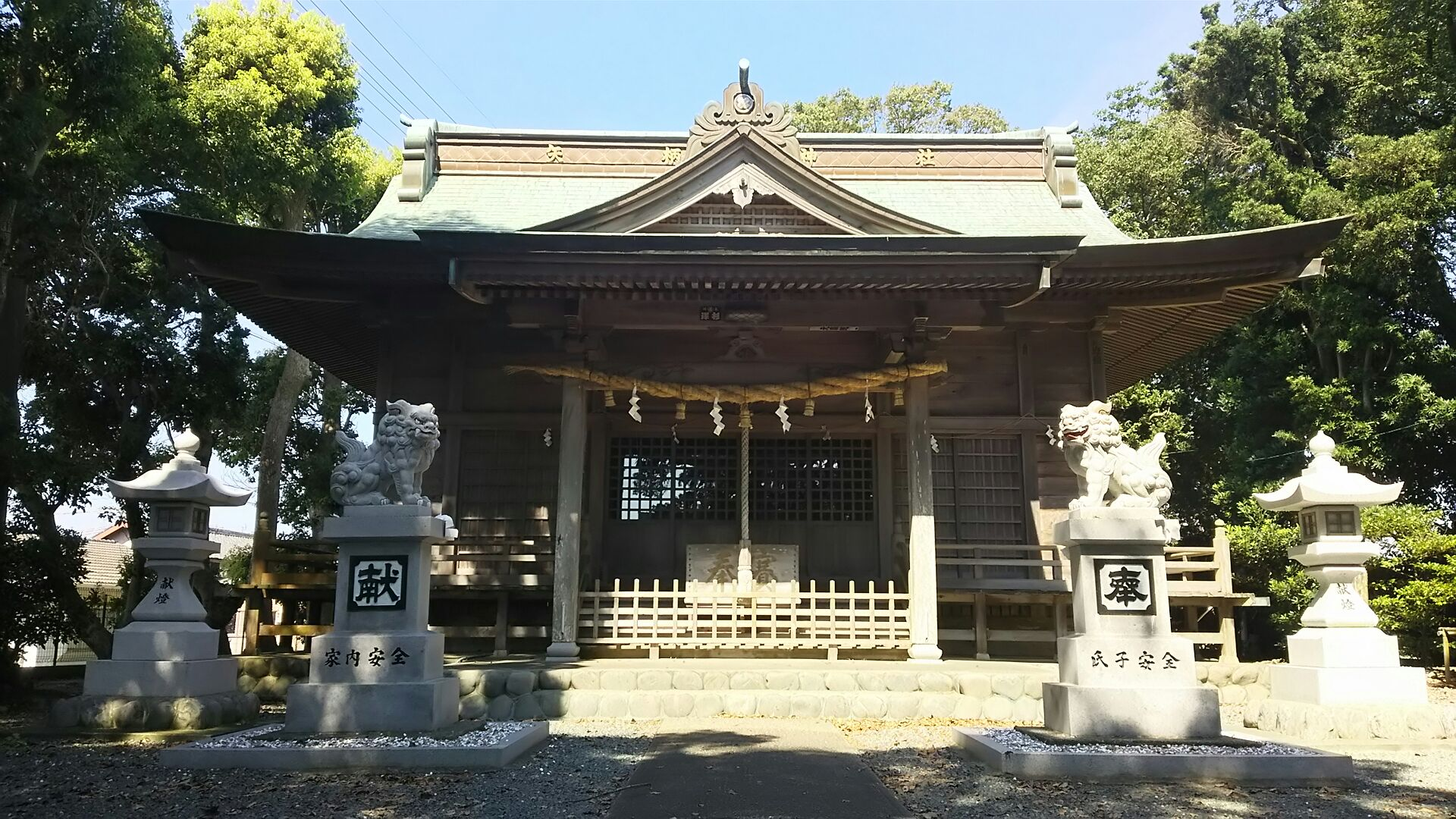
矢柄神社（2016年7月31日撮影）

村内に鎮座する矢柄神社は、明治に入ると郷社に列せられた。また、貞永寺は、遠江国の安国寺とされていた。

## 交通
日本最長の軽便鉄道である静岡鉄道駿遠線が敷設されていた。村域には谷口駅、南大坂駅、新三俣駅が設置されていた。しかし、旧村域における路線は1967年（昭和42年）に廃止されている。

### 鉄道
- 静岡鉄道
  - 駿遠線
    - 谷口駅
    - 南大坂駅
    - 新三俣駅

## 名所・旧跡・観光スポット・祭事・催事
- 三井山砦跡